# Vincenzo Laureo
Vincenzo Laureo o Lauro (Tropea, 23 marzo 1523 – Roma, 17 dicembre 1592) è stato un cardinale e vescovo cattolico italiano.

## Biografia
Nato da una famiglia di nobili origini ma decaduta, figlio di Antonio e Raimonda Migliarese, e fratello di Marco vescovo di Campagna nel salernitano, grazie alla benevolenza del duca Ferdinando Carafa poté studiare medicina alle università di Napoli e di Padova, dove si addottorò anche in teologia. Si stabilì quindi a Roma, dove divenne segretario del cardinale Pier Paolo Parisio e poi di Niccolò Gaddi, che seguì anche nei suoi numerosi viaggi diplomatici. Nel 1552 passò alle dipendenze del cardinale francese François de Tournon, uomo di stato vicino al re di Navarra Antonio di Borbone. Rientrato in Italia, fu collaboratore di Ippolito d'Este e venne poi chiamato a Torino come medico di Emanuele Filiberto di Savoia.
Papa Pio V lo elesse vescovo di Mondovì il 20 gennaio 1566 e lo inviò come nunzio presso la regina di Scozia Maria Stuarda (1566), poi in Piemonte (1568-1573), quindi presso il re di Polonia Stefano I Báthory (1573-1578) e infine presso Carlo Emanuele I di Savoia, nuovamente in Piemonte (1580-1585). Curò anche il governo della sua diocesi, dove fece applicare dei decreti del Concilio di Trento, e fu membro della commissione pontificia della riforma del calendario.
Nel concistoro del 12 dicembre 1583 venne creato cardinale prete del titolo di Santa Maria in Via da papa Gregorio XIII; nel 1587 rinunciò al vescovado e nel 1589 prese il titolo di San Clemente. Promosse presso la Curia Romana gli interessi dei Ministri degli Infermi, che vennero riconosciuti da papa Sisto V nel 1586: in segno di gratitudine, Camillo de Lellis chiese al pontefice di nominare Laureo protettore dell'ordine. Fu anche cardinale protettore del regno di Scozia. Tra il settembre del 1590 e il gennaio del 1592 prese parte a quattro conclavi.
Si spense a Roma assistito da Camillo de Lellis e venne sepolto in San Clemente. Lasciò la sua biblioteca al Collegio Romano.

## Opere
- Tauola de' giorni feriali ne' quali l'eccell.mo Senato ducale di qua da' monti non siede, ... et del valor dello scudo d'oro dall'anno 1400 infino al 1582 et del valor del ducato, et d'alcune monete antiche ..., Torino 1582